# 395
395 foi um ano comum do século IV que teve início e terminou a uma segunda-feira, segundo o Calendário Juliano. A sua letra dominical foi G. Segundo o horóscopo chinês, foi o ano da Cabra.
| Ano completo                         |
| ------------------------------------ |
| Ano comum com início à segunda-feira |

## Eventos
O Império Romano é dividido, após a morte do seu imperador Teodósio I, entre a parte oriental, sediada em Constantinopla e a parte ocidental, sediada em Ravena.

## Mortes
- 17 de Janeiro - Teodósio I, Imperador romano (n. 346)